# Huishoudschool Venlo
Het pand aan de Grote Kerkstaat 38 is een rijksmonumentaal pand in de Rosariumbuurt in de Nederlandse plaats Venlo.
Het pand is in 1923 gebouwd als repetitielokaal met bovenwoning naar ontwerp van Jules Kayser, in traditionalistische stijl met elementen van expressionisme. Hoewel het adres officieel Grote Kerkstraat 38 is, wordt de omgeving in de volksmond Kerkepäörtje genoemd, verwijzend naar een verdwenen poterne met steegje in de voormalige vestingwerken van Venlo. 
Het pand heeft doorheen de jaren meerdere functies gehad. Het wordt op de gemeentelijke monumentenwebsite Repetitielokaal met bovenwoning genoemd, maar op de website van de rijksmonumentendienst heet het pand voormalige huishoudschool Venlo.
Het halfvrijstaande lokaal is op de begane grond, met een bovenwoning in twee bouwlagen, gedekt met een plat dak. Het gebouw is opgetrokken uit baksteen. In het rechter gedeelte, dat terug ligt, bevindt zich een smeedijzeren toegangspoort onder een brede houten luifel, die toegang verschaft tot het lokaal. Het linkergedeelte bevat decoratief metselwerk.